# Santa Cruz de Mora
Santa Cruz de Mora é uma cidade venezuelana, capital do município de Antonio Pinto Salinas.